# Habronattus signatus
Habronattus signatus är en spindelart som först beskrevs av Banks 1900.  Habronattus signatus ingår i släktet Habronattus och familjen hoppspindlar. Inga underarter finns listade i Catalogue of Life.